# Crinum parvibulbosum
Crinum parvibulbosum är en amaryllisväxtart som beskrevs av Moritz Kurt Dinter och Overkott. Crinum parvibulbosum ingår i släktet Crinum, och familjen amaryllisväxter. Inga underarter finns listade i Catalogue of Life.